# 神経線維腫症2型
神経線維腫症2型（しんけいせんいしゅしょう2がた、英 Neurofibromatosis type 2; NF2）とは、脳神経系に腫瘍を生じさせる遺伝子疾患。

## 原因
- 22番染色体の長腕の欠損により生じる。

## 臨床像
- 多発性の頭蓋内良性腫瘍（両側性の聴神経腫瘍、髄膜腫など）